# Royal BAM Group

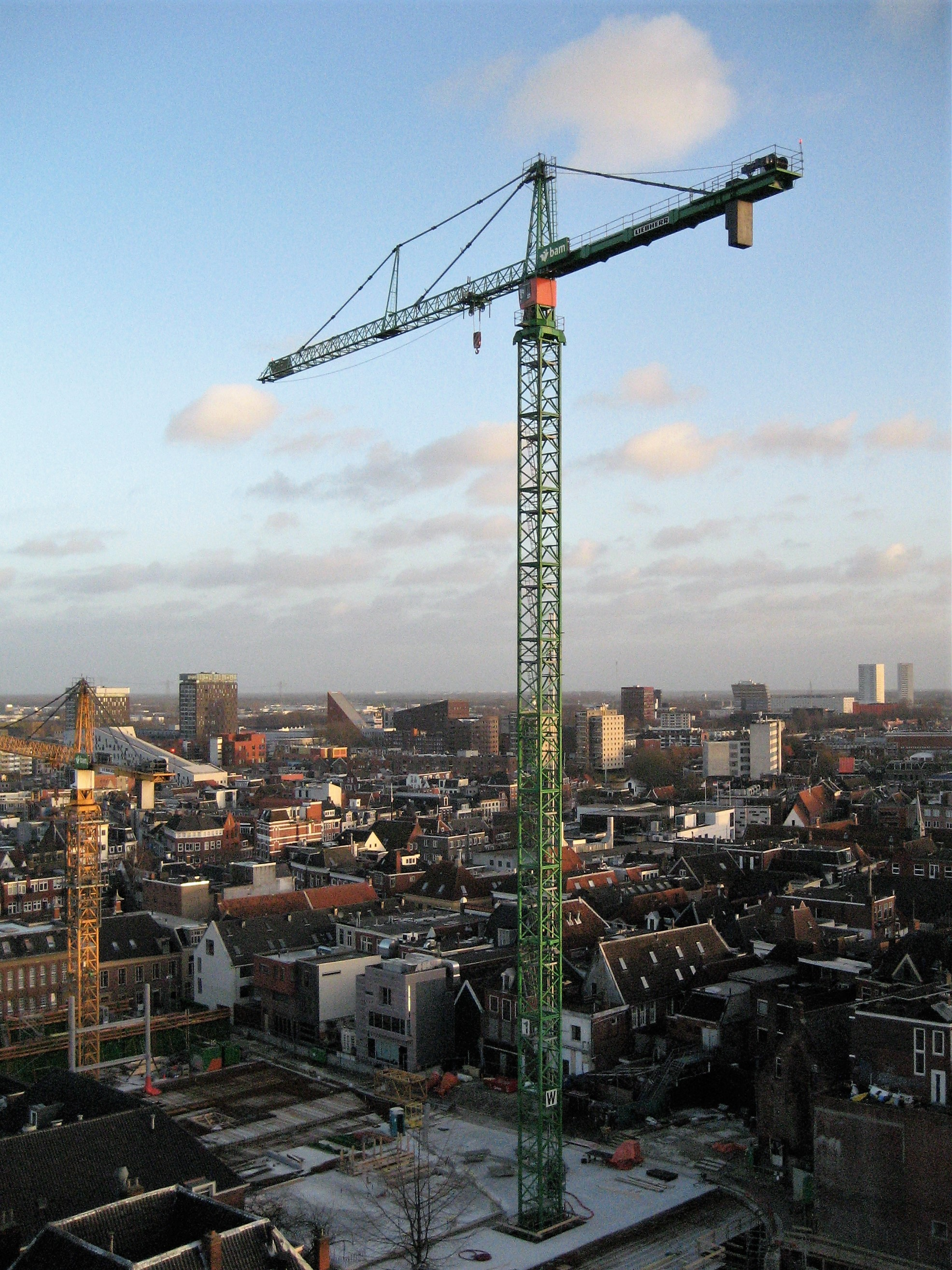
BAM-Turmkran in Groningen

Die weltweit tätige Royal BAM Group ist das größte niederländische Bauunternehmen und der neuntgrößte Baukonzern in Europa. Zu den Tätigkeitsfeldern im Bau- und Immobiliensektor gehören unter anderem Ingenieurbau, Public Private Partnerships, Installationstechnik sowie Beratung, darüber hinaus hält BAM eine Beteiligung an einem weltweit operierenden Nassbaggerunternehmen.

## Geschichte
Das Unternehmen wurde 1869 von Adam van der Wal als Zimmerei im niederländischen Groot-Ammers gegründet. 1927 wurde der Familienbetrieb, der inzwischen zu einem Bauunternehmen herangewachsen war, in N.V. Bataafsche Aanneming Mij van Bouw- en Betonwerken v/h Firma J. van der Wal en Zoon umbenannt.
Seit 1990 firmiert das Unternehmen nur noch unter dem Namen BAM.

### Ehemalige Unternehmen
- BAM Swiss wurde im März 2021 an Implenia verkauft.[6]
- BAM Deutschland wurde im September 2021 an die Zech Group und Gustav Zech Stiftung verkauft.[7]
- Wayss & Freytag Ingenieurbau wurde im Juni 2022 an die ZECH Building SE verkauft.[8]

## Aktionärsstruktur
Die größten Anleger sind A. van Herk mit 9,5 %, gefolgt von der ING Groep N.V. mit 5,5 % und danach Issam Fares mit 5 %.

### Beteiligungen
Das BAM Ingenieurbaugeschäft hält 21,5 % am Nassbaggerunternehmen Van Oord. Das BAM Immobiliengeschäft hält 51 % der AM nv.